# Jatvingen

De Baltische stammen omstreeks 1200
Jatvingen

De Jatvingen (ook: Jadwinger, Jadwingen, Jotwinger, jotvingiai, Jatwägen) of Sudoviërs (sudūviai) waren een West-Baltische stam in Sudovië (Oudpruisisch: sudawa, sudowia). Hun woongebied is vandaag verdeeld tussen Polen, Litouwen en Wit-Rusland.
Hun taal, het Jatvingisch, was nauw verwant aan het Oudpruisisch.

## Naam
In de geschreven bronnen wordt de stam zowel Jatvingen als Sudoviërs genoemd.

### Sudoviërs
De naam Sudoviërs is afgeleid van het landschap Sudovië en wordt met name in Duitse bronnen gebruikt. De naam Sūduva is met een Baltische wortel *sū - "stroom" in verband gebracht. De Sudinoi werden voor het eerst vermeld door Ptolemaeus in de 2e eeuw.
In de 13e eeuw gebruikte Peter van Duisburg in zijn Chronica Terrae Prussiae de naam Suduwite. De Duitse Orde beschreef de stam als Sudowite, het land als Sudowia, in qua Sudowite ("Sudowia, waar de Sudowiten zijn").
In het Breslauer oordeel van keizer Sigismund van 1325 wordt het Suderlandt alias Jetuen vermeld.

### Jatvingen
In Russische bronnen uit de 12e tot 14e eeuw verschijnt de benaming Jatvjagy of soortgelijke. In de Hypatiuscodex komen de spellingen Jatvjagy, Jatveze, Jatvjazjin, Zemlja Jatveskaja, na zemljoe Jatvjazjskoejoe en andere voor.
Poolse bronnen namen de Russische benaming over: Jazviagi, Iazvizite, Jazvizite, Yazvizite etc. In een verdrag met de Duitse Orde van 1260 heet het terre Getuizintarum. Bij Vincentius Kadłubek wordt van een stam der Polexiani vermeld: sunt autem Pollexianni, Getarum seu Prussorum genus ("er zijn ook Pollexiani (Polesiërs), die van Getische (Jatvingische) of Pruisische oorsprong zijn"). Via Polen kwam deze benaming naar West-Europa en het Vaticaan. In pauselijke documenten is sprake van terra Jatwesouie, Gretuesia, Gzestuesie, Getuesia en Getvesia.
De naam Jatvingen is mogelijk afgeleid van de Scandinavische persoonsnaam Játvígr.

## Geschiedenis
In de 2e eeuw worden de Sudinoi, met de naburige Galindai, voor de eerste keer vermeld door Ptolemaeus. In 983 worden de Jatvjagi in de Nestorkroniek vermeld ter gelegenheid van de gevechten tussen Bolesław I van Polen en Vladimir I van Kiev om hun woongebied. Het deel van het grondgebied van de Jatvingen dat later deel werd van Mazurië werd in de 13e eeuw door de Duitse Orde als laatste Pruisisch stamgebied veroverd.
In 1260 kwamen de Pruisen in opstand tegen de Duitse Orde, die door het Hertogdom Mazovië ter bestrijding van de Pruisen het land binnengehaald was. De Sudoviërs steunden de opstand en vielen diep het gebied van de Duitse Ordestaat binnen.
In 1277 keerde de Orde zich tegen de Sudoviërs, die daarop succesvolle rooftochten in het land van de Duitse Orde ondernamen. Een aanvallend Sudovisch leger werd vernietigd. In 1281 vocht de Orde met haar gehele militaire macht tegen de Sudovische vorst Skomand. Deze moest zich in 1283 overgeven en tot het christendom bekeren. Een deel van de Sudoviërs werd verdreven, en 1.600 van hen vestigden zich in Samland. Dit deel van Samland heette nog tot 1945 de Sudauerwinkel. Skomand en zijn nakomelingen kregen landerijen toebedeeld en werden tot de hogere Pruisische adel verheven. Een deel van de Sudoviërs bleef op hun land.